# العلاقات الهندية البولندية
العلاقات الهندية البولندية هي العلاقات الثنائية التي تجمع بين الهند وبولندا.

## مقارنة بين البلدين
هذه مقارنة عامة ومرجعية للدولتين:
| وجه المقارنة                                              | الهند                       | بولندا                                                                             |
| --------------------------------------------------------- | --------------------------- | ---------------------------------------------------------------------------------- |
| المساحة (كم2)                                             | 3.29 مليون                  | 312.68 ألف                                                                         |
| عدد السكان (نسمة)                                         | 1.35 مليار                  | 38.43 مليون                                                                        |
| الكثافة السكانية (ن./كم²)                                 | 410.33                      | 122.91                                                                             |
| العاصمة                                                   | نيودلهي                     | وارسو                                                                              |
| اللغة الرسمية                                             | اللغة الهندية، لغة إنجليزية | اللغة البولندية                                                                    |
| العملة                                                    | روبية هندية                 | زلوتي بولندي                                                                       |
| الناتج المحلي الإجمالي (بليون دولار)                      | 2.60 تريليون                | 524.51 مليار                                                                       |
| الناتج المحلي الإجمالي (تعادل القوة الشرائية) بليون دولار | 8.00 تريليون                | 1.02 تريليون                                                                       |
| الناتج المحلي الإجمالي الاسمي للفرد دولار أمريكي          | 1.60 ألف                    | 12.55 ألف                                                                          |
| الناتج المحلي الإجمالي للفرد دولار أمريكي                 | 5.70 ألف                    | 26.14 ألف                                                                          |
| مؤشر التنمية البشرية                                      | 0.609                       | 0.843                                                                              |
| رمز المكالمات الدولي                                      | +91                         | +48                                                                                |
| رمز الإنترنت                                              | .in، .भारत ‏، .بھارت ‏،        | .pl                                                                                |
| المنطقة الزمنية                                           | ت ع م+05:30، توقيت الهند    | توقيت وسط أوروبا، ت ع م+01:00، ت ع م+02:00، أوروبا/وارسو ‏، توقيت وسط أوروبا الصيفي |

## منظمات دولية مشتركة
يشترك البلدان في عضوية مجموعة من المنظمات الدولية، منها:
| علم المنظمة | اسم المنظمة                        | تاريخ انضمام الهند | تاريخ انضمام بولندا |
| ----------- | ---------------------------------- | ------------------ | ------------------- |
|             | يونسكو                             | 4 نوفمبر 1946      | 6 نوفمبر 1946       |
|             | الفريق المعني برصد الأرض           | ?                  | ?                   |
|             | مؤسسة التمويل الدولية              | 20 يوليو 1956      | 29 ديسمبر 1987      |
|             | منظمة حظر الأسلحة الكيميائية       | ?                  | ?                   |
|             | مؤسسة التنمية الدولية              | 24 سبتمبر 1960     | 28 أكتوبر 1960      |
|             | منظمة التجارة العالمية             | 1995               | 1 يوليو 1995        |
|             | نظام تحكم تكنولوجيا القذائف        | 2016               | 1998                |
|             | وكالة ضمان الاستثمار متعدد الأطراف | 6 يناير 1994       | 29 يونيو 1990       |
|             | الاتحاد البريدي العالمي            | ?                  | 1 مايو 1919         |
|             | منظمة الشرطة الجنائية الدولية      | ?                  | ?                   |
|             | الأمم المتحدة                      | 30 أكتوبر 1945     | 24 أكتوبر 1945      |
|             | الاتحاد الدولي للاتصالات           | 1869               | 1921                |
|             | البنك الدولي للإنشاء والتعمير      | 27 ديسمبر 1945     | 27 يونيو 1986       |
|             | المنظمة الهيدروغرافية الدولية      | ?                  | ?                   |

## أعلام
هذه قائمة لبعض الشخصيات التي تربطها علاقات بالبلدين:
- آدم أوسبورن (6 مارس 1939[20] – 18 مارس 2003[20])
- كلاوديا سيسلا (ممثلة ألمانية، 12 فبراير 1987[21] – )

## وصلات خارجية
- موقع وزارة الخارجية الهندية
- موقع وزارة الخارجية البولندية